# James Duncan (Basketballtrainer)
James-Earl „Jamie“ Duncan (* 15. Juni 1977 in Burlington, Ontario, Kanada) ist ein ehemaliger kanadischer Basketballspieler und jetziger -trainer.

## Laufbahn
Duncan spielte in der kanadischen College-Liga für die Hochschulmannschaft der Brock University.
Seine Profikarriere begann 2002 in Deutschland bei den Artland Dragons in Quakenbrück. Nachdem er nach einer überragenden Saison der Dragons (niederlagenlos in der Saison 2002/2003) zusammen mit den Niedersachsen von der zweiten in die erste Bundesliga aufgestiegen ist, spielte er noch eine Bundesliga-Saison für die Dragons. Danach erfolgte der Wechsel zu den Düsseldorf Magics in die zweite Bundesliga. Nach einer Spielzeit bei den Düsseldorf Magics kehrte er 2005 zu den Artland Dragons zurück und war dort sowohl als Spieler als auch als Co-Trainer tätig.
Ab 2006 wechselte Duncan dann vollständig ins Trainerfach, war in Quakenbrück als Co-Trainer tätig und übernahm dort die Funktion des Video-Analysten. Nach weiteren Trainer-Stationen in Belgien (Euphony Bree als Co-Trainer) und als Cheftrainer beim TSV Breitengüßbach (ProB, dritthöchste Basketball-Liga in Deutschland) wechselte er schließlich nach Bamberg und arbeitet dort wieder mit seinem früheren Trainer und Trainer-Kollegen Chris Fleming (der viele Jahre bei den Artlands Dragons als Spieler und Trainer tätig war) zusammen. In Bamberg übernahm er vor allem das Individualtraining bei einzelnen Spielern. Im Januar 2014 wechselte er nach Japan und übernahm dort den Trainerposten bei Rizing Fukuoka.
Im Spieljahr 2015/16 arbeitete er als Co-Trainer der Kinmen Kaoliang Liquor in Taiwan, gefolgt von zwei Jahren als Assistenztrainer unter Don Beck bei der Damenmannschaft Toyota Antelopes in Japan. Zur Saison 2018/19 nahm ihn Beck mit zum japanischen Männererstligisten Toyama Grouses. Duncan wechselte zur Saison 2019/20 als Assistenztrainer zu den Sydney Kings in die National Basketball League nach Australien, arbeitete zwei Jahre für die Mannschaft und wurde im Juni 2021 von Sydneys Ligakonkurrent Brisbane Bullets als Cheftrainer verpflichtet.